# Luci Postumi Albí (cònsol 154 aC)
Luci Postumi Albí (llatí: Lucius Postumius Sp. f. L. n. Albinus) va ser un magistrat romà del temps de la República. Formava part de la gens Postúmia, una de les famílies patrícies romanes més antigues, i era de la família dels Postumi Albí.
Era fill d'Espuri Postumi Albí. Quan era edil curul l'any 161 aC, va organitzar els Jocs Megalenses on es va estrenar L'Eunuc de Terenci.
Va ser cònsol l'any 154 aC, però va morir al cap d'una setmana de sortir de Roma per anar cap a la seva província. Es sospitava que va ser enverinat per la seva dona.